# TýTý 2003
Dne 21. února 2004 se konalo slavnostní vyhlášení XIII. ročníku prestižní ankety TýTý 2003.
V tomto ročníku se naposledy předávaly ceny za nejlepšího dabingového herce a dabingovou herečku.

## Výsledky
| Kategorie                        | Vítěz             | Televize       |
| -------------------------------- | ----------------- | -------------- |
| Moderátor zpravodajských pořadů  | Pavel Zuna        | TV Nova        |
| Moderátor publicistických pořadů | Marek Eben        | Česká televize |
| Moderátor zábavných pořadů       | Vladimír Hron     | Česká televize |
| Moderátor soutěžních pořadů      | Vladimír Čech     | TV Nova        |
| Sportovní komentátor             | Robert Záruba     | Česká televize |
| Zpěvák                           | Karel Gott        |                |
| Zpěvačka                         | Lucie Bílá        |                |
| Herec                            | Viktor Preiss     | Česká televize |
| Herečka                          | Libuše Šafránková | Česká televize |
| Dabér                            | Pavel Soukup      |                |
| Dabérka                          | Valérie Zawadská  |                |
| Pořad roku                       | Tele Tele         | TV Nova        |
| Absolutní vítěz                  | Marek Eben        | Česká televize |
| Dvorana slávy                    | Zdeněk Smetana    | Česká televize |